# Kladno-Ostrovec (nádraží)
Kladno-Ostrovec je železniční stanice v kladenské čtvrti Ostrovec v okrese Kladno. Leží v km 3,551 neelektrizované trati Kralupy nad Vltavou – Kladno. Má dvě boční nástupiště, která jsou spojena podchodem. Součástí stanice je také obvod „město“ se zastávkou Kladno město.[zdroj?]
Stanice je orientovaná ve svahu naproti centru města. Je přístupná autem z níže položené části Podprůhon a od rodinných domů podchodem přímo z ulice Závišova.[zdroj?]

## Popis stanice
Ve stanici jsou dvě dopravní koleje, které jsou rozděleny na několik dílčích částí pomocí cestových návěstidel. Nacházejí se zde dvě nástupiště o délce 220, respektive 221 metrů s hranou ve výšce 550 mm nad temenem kolejnice. V obvodu stanice, na jejím kladenském záhlaví, leží zastávka Kladno město.
Mezi lety 2023 a 2024 proběhla rekonstrukce úseku Kladno – Kladno-Ostrovec, během níž byla stanice dočasně uzavřena. Zmíněný úsek byl zdvoukolejněn a připraven na budoucí elektrizaci. Stanice byla také osazena novým informačním systémem, čili novými odjezdovými a nástupištními tabulemi. Přístup ke stanici je podchodem se schodištěm a šikmými chodníky.[nenalezeno v uvedeném zdroji]

## Výpravní budova
V roce 1874 byla společností Buštěhradské dráhy zřízena u strážního domku č. 5 osobní a uhelná stanice s názvem Neukladno (Nové Kladno). Strážní domek byl upraven přístavbou. Protože se výpravna nacházela ve svahu byla ze strany kolejí přízemní, ale od silnice (ulice Havířská) byla dvoupodlažní. Ve výpravní budově byly dvě čekárny, kancelář a byty pro dopravní úředníky a staniční strážníky. V šedesátých letech 20. století byla budova opravena, takže fasáda, okna, dveře i interiér byl změněn.  V roce 2023 byla v rámci Modernizace trati Kladno (včetně) – Kladno-Ostrovec (včetně) výpravní budova zbořena.

## Název
Původní název Neukladno byl změněn v roce 1918 na Nové Kladno, mezi lety 1939 a 1942 nesla stanice oba názvy. Po válce v roce 1945 nesla opět název Nové Kladno, které bylo změněno v roce 1961 na Kladno-Ostrovec.